# 광둥 올림픽 스타디움

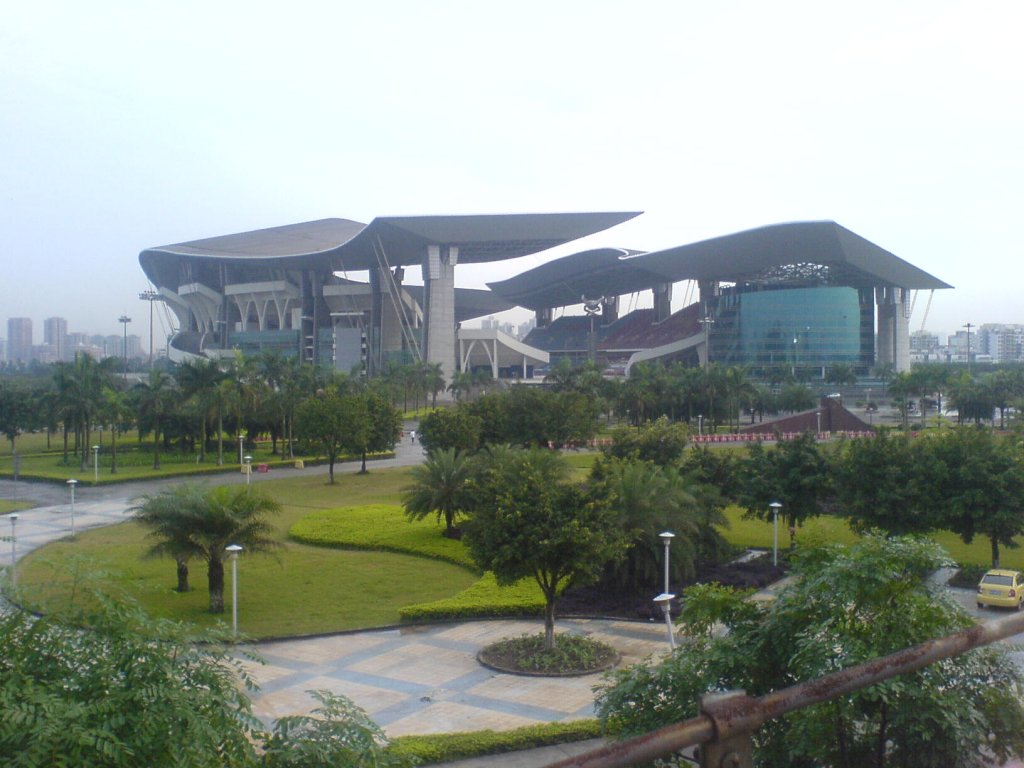
광둥 올림픽 스타디움

광둥 올림픽 스타디움(중국어 간체자: 广东奥林匹克体育中心, 정체자: 廣東奧林匹克體育中心, 병음: Guǎngdōng Àolínpǐkè tǐyù zhōngxīn)은 중화인민공화국 광저우시에 있는 다목적 경기장으로, 2001년에 개장하였다. 총 80,012명을 수용할 수 있으며, 주로 축구 경기 용도로 사용된다. 2010년 하계 아시안 게임 당시에는 메인 스타디움으로 활용되었다.